# Wormaldia quadriphylla
Wormaldia quadriphylla är en nattsländeart som beskrevs av Sun in Yang, Sun och Wang 1997. Wormaldia quadriphylla ingår i släktet Wormaldia och familjen stengömmenattsländor. Inga underarter finns listade i Catalogue of Life.